# Projet de transfert d'eaux sud-nord

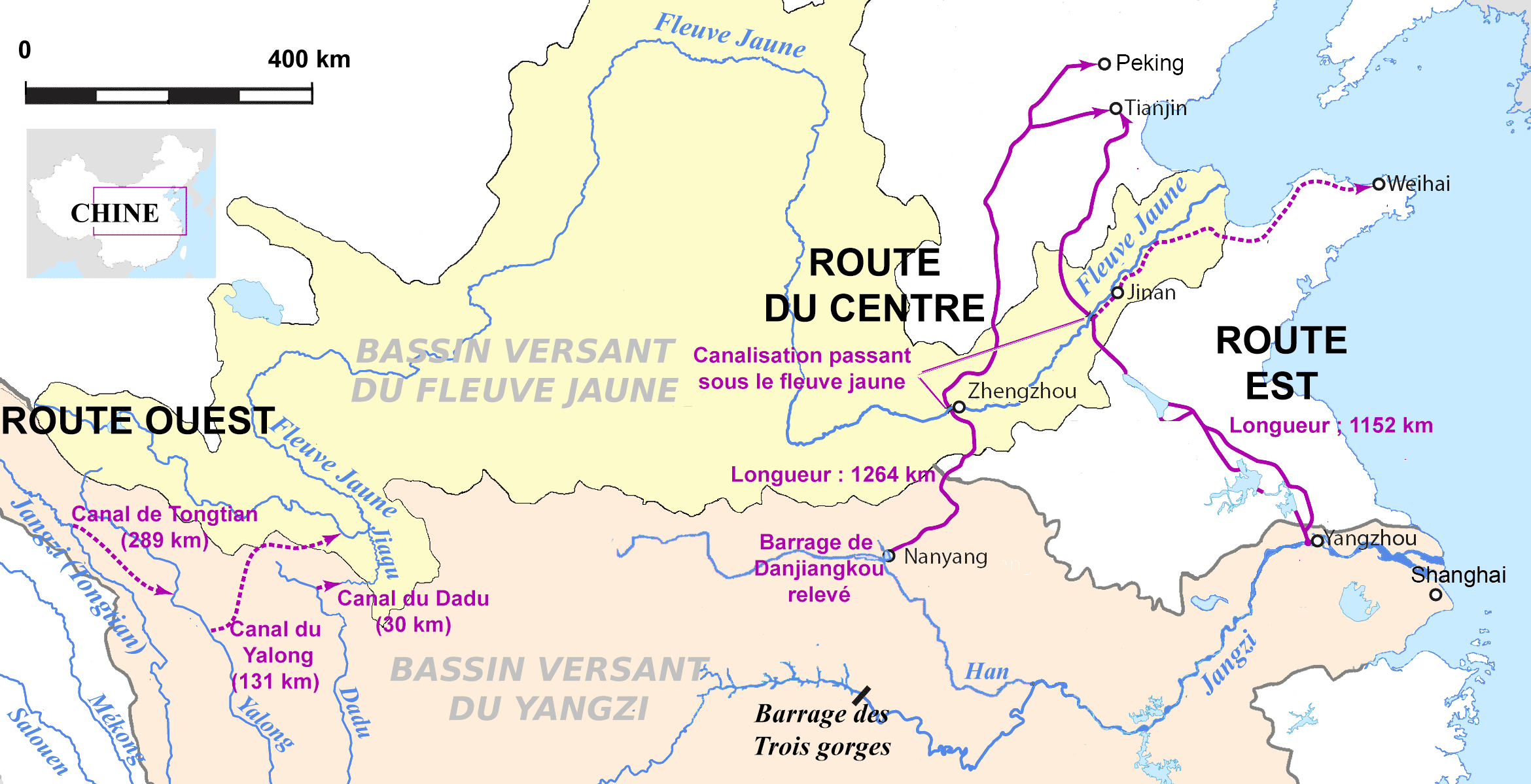
Les trois routes du projet de transfert d'eaux nord-sud.

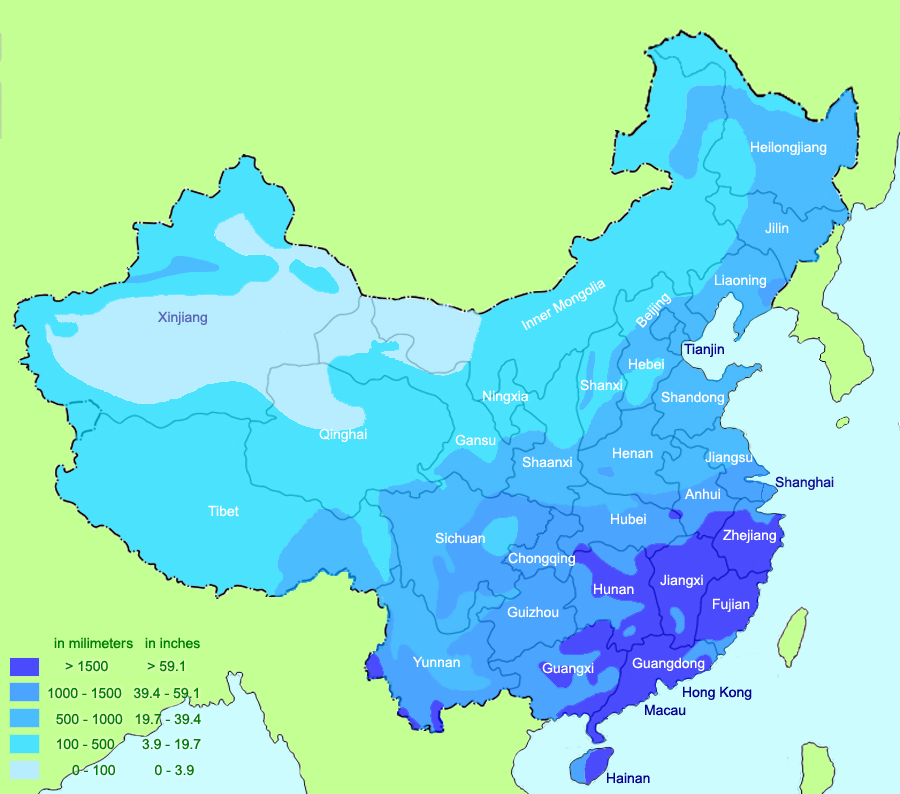
Carte des précipitations en Chine : la répartition des précipitations, abondantes dans le sud et plus rares dans le nord, est à l'origine du projet.

Le projet de transfert d'eaux du sud au nord (en chinois 南水北调工程; pinyin: Nánshuǐ Běidiào Gōngchéng) est un ensemble de canaux, canalisations souterraines et de systèmes de répartition des ressources d'eau dans la Chine, dont la construction a été achevée en partie en 2014, pour un coût intermédiaire de 79 milliards de dollars, ce qui en fait l'un des projets d'ingénierie les plus ambitieux et les plus coûteux de l'histoire de l'humanité.. Le nord de la Chine, fortement industrialisé, connaît une pluviosité beaucoup moins importante que les régions méridionales. Le fleuve Jaune, qui irrigue cette région s'est asséché plusieurs fois au cours des décennies récentes et certains affluents du Hai dont le bassin versant comprend les villes de Pékin et de Tianjin ont également failli s'assécher. Des projets limités complètent le transfert de l'eau du Yangzi Jiang (fleuve Bleu) dans le Huang He (fleuve Jaune) et le fleuve Hai. Parmi ceux-ci, un plan controversé de détournement du Brahmapoutre, au nord de l'Inde, est à l'étude depuis des années. L'offre et la demande d'eau ont changé plus vite que la capacité du projet de s'adapter, entraînant des surcoûts et des bienfaits moins sensibles.

## Contexte: les ressources en eau limitées de la Chine du nord
Les grandes concentrations humaines de la Chine du nord, en particulier les agglomérations de Pékin et Tianjin, ne disposent pas de ressources en eau suffisantes. En 2012, pour la ville de Pékin, les ressources combinées des rivières proches étaient en mesure de fournir environ 120 m3 d'eau à chaque habitant alors que selon la norme établie par les Nations unies, le seuil de détresse hydrique est fixé à 500 m3  par habitant. Pour remédier à cette situation, la ville de Pékin tente de réduire les quantités d'eau consommées et puise dans les ressources de la province de Hebei et dans les nappes phréatiques dont le niveau baisse de 2 à 3 mètres par an. Alors que la Chine du nord relativement aride connaît une pénurie chronique, la Chine du sud bénéficie de précipitations abondantes et dispose au contraire de ressources en eaux excédentaires.

## Historique
L'origine du projet du transfert d'eaux nord-sud se trouve dans la remarque de Mao Zedong que l'eau du sud est abondante, l'eau du nord rare. Dans la mesure du possible, l'emprunt d'eau serait bon. Le service des eaux de la Chine réalisa des études, et après des décennies de recherche, définit un projet de transfert des eaux prélevées en Chine du sud comprenant trois sous-ensembles :
- à l'est, construction d'une canalisation débutant au niveau de l'estuaire du Yangzi et empruntant le Grand canal vers Pékin et Tianjin. L'eau est destiné à alimenter principalement la ville de  Tianjin.
- au centre, prélèvement de l'eau sur le cours supérieur du fleuve Han (un affluent du Yangzi) qui est convoyée  à travers une canalisation pour alimenter principalement Pékin et accessoirement Tianjin ;
- à l'ouest, sur les hautes terres du plateau tibétain, construction de canalisations mettant en communication le fleuve Yangzi et ses affluents avec le cours supérieur du fleuve Jaune dont le cours aval est utilisé pour fournir des ressources en eaux aux concentrations humaines de la plaine de Chine du nord.

Le projet, qui devrait être achevé dans son ensemble en 2050, devrait détourner à terme 45 milliards de mètres cubes d’eau à l'horizon 2050 par an soit environ 1 400 m3/s (pratiquement l'équivalent du débit du Rhône à son embouchure).
La construction de la route de l'est a débuté officiellement le 27 décembre 2002 et l'approvisionnement de Tianjin devait commencer en 2012. Cependant, la pollution des eaux a retardé l'achèvement de ce projet qui courant 2018 n'était que partiellement achevé. La construction de la route centrale a commencé en 2004, et en 2008 son tronçon nord de 307 km a été terminé. Son achèvement, initialement prévu vers 2010, n'a eu lieu que le 12 décembre 2014. Le retard est en partie liée à la prise en compte tardive de considérations environnementales. Courant 2014, 79 milliards US$ avaient été dépensé sur le projet.

## Route de l'est
La route de l'est suit le tracé du Grand canal. De l'eau sera puisée dans le Yangzi et transférée par un ensemble de stations de pompage (dont une construite dans les années 1980, capables d'écouler 400 m3/s) le long du canal et au-dessous du fleuve Jaune, depuis lequel elle pourra couler vers les réservoirs près de la ville de Tianjin. 

## Route du centre
La route centrale part du lac de barrage de Danjiangkou sur le fleuve Han, un affluent du Yangzi, à Pékin. La canalisation traverse la Grande plaine du nord, et l'eau s'écoule jusqu'à Pékin par gravité sans avoir à effectuer de pompage. Pour que le prélèvement s'effectue sans pompage, le niveau du lac de barrage a du être relevé de 162 à 176 mètres ce qui a agrandi la surface du lac et imposé le déménagement de 330 000 habitants des provinces concernées. Le principal défi technique a été de percer un canal souterrain sous le fleuve Jaune. Une partie du canal est  alimentée par plusieurs réservoirs de la province de Hebei au sud de Pékin. Les agriculteurs et industries du Hebei ont dû réduire leur consommation d'eau pour donner la priorité au transfert d'eaux à Pékin.

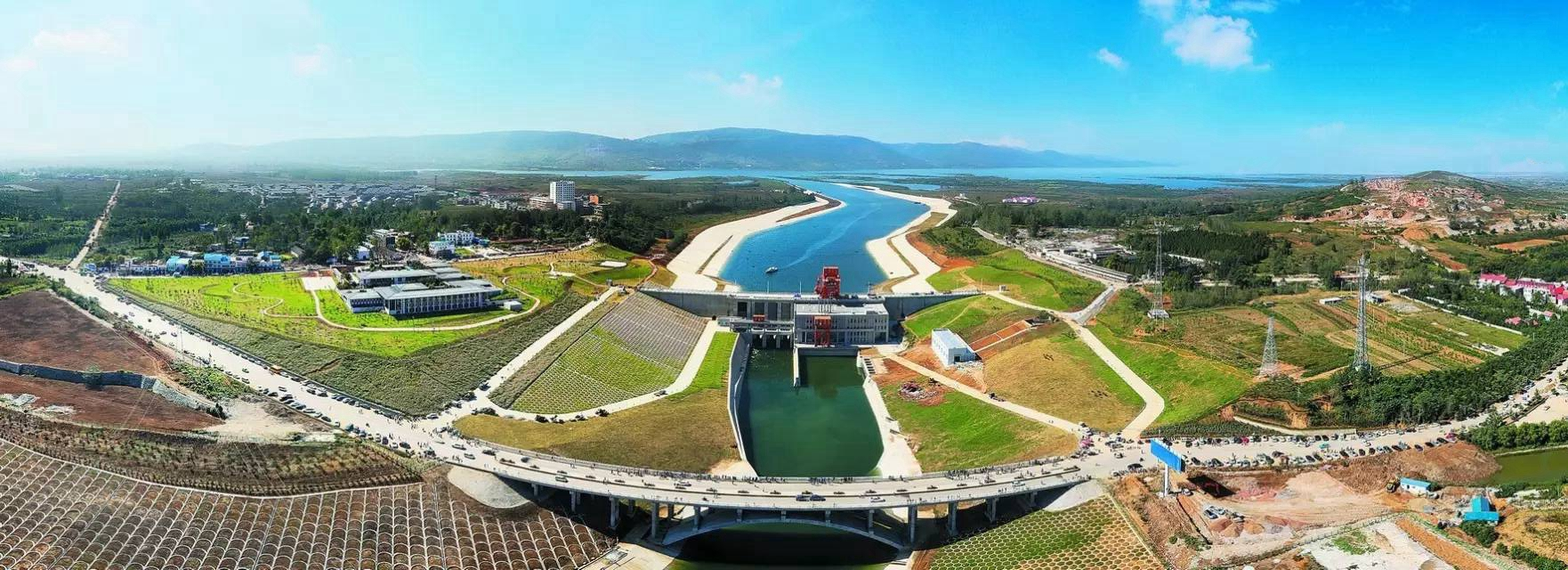
Point de départ de la route du centre dans le Xian de Xichuan près de Nanyang dans le Henan

## Route de l'ouest
La route de l'ouest n'a pas encore donné lieu début 2020 à un début de concrétisation car il est encore beaucoup plus couteux et complexe que la partie du projet déjà implémentée  il consiste à prélever une partie des eaux du Yangzi et de deux de ses affluents, le Yalong et le Dadu), très en amont sur le plateau tibétain. Les trois fleuves ont dans cette région des cours à peu près parallèles et faiblement distants. Pour y parvenir le projet nécessite la construction dans une région extrêmement montagneuse et située à très haute altitude (3 000 à 4 000 mètres) d'énormes barrages et de longs canaux souterrains permettant de franchir la ligne de partage d'eau entre ces fleuves. Une première canalisation doit transférer les eaux du Yangzi (baptisé Tongtian dans cette partie de son cours) vers le Yalong (289 km). Un second canal amène les eaux du Yalong vers le fleuve Jaune (131 km) et un troisième canal celles du Dadu vers le fleuve Jaune (30 km).
Un projet à plus long terme envisage de prélever de grandes quantités d'eau sur les cours supérieurs de six fleuves du sud-ouest de la Chine dont le Mékong, le Yarlung Zangbo et le Salouen. La faisabilité de cette route est encore à l'étude et on n'a pas l'intention d'amorcer les travaux bientôt.

## Impacts écologiques et humains
Le projet a un impact humain et écologique. 

### Impact hydrologique

#### Route de l'est
Selon les hydrologues locaux, l'ensemble du débit du Yangtsé au point de son rejet dans la mer de Chine orientale est en moyenne de 956 km3 par an ; le débit annuel ne tombe pas en dessous d'environ 600 km3 par an, même dans les années les plus sèches. L'objectif du projet de la route de l'est achevé en 2017 vise à détourner 14,8 km3/an d'eau vers le nord

#### Route du centre
L'itinéraire du Grand Aqueduc achevé en 2014 fait environ 1 264 km de long et fournissait 9,5 km3 d'eau par an(2-14). D'ici 2030, le projet devrait augmenter ce transfert à 12 à 13 km3 par an, avec un minimum estimé à 6 km3/an en année sèche.

### impact humain
Pour surélever le barrage de Danjiangkou, il a fallu déplacer 345 000 personnes qui occupaient des terrains désormais sous les eaux. Les prélèvements sur le Han pourrait menacer les ressources en eau de la région traversée par ce fleuve et il est question de prélever une fraction des eaux du barrage des trois gorges pour le transférer dans le barrage de Danjiangkou.